# Garantellinae
Garantellinae es una subfamilia de foraminíferos bentónicos de la familia Epistominidae, de la superfamilia Ceratobuliminoidea, del suborden Robertinina y del orden Robertinida. Su rango cronoestratigráfico abarca desde el Aaleniense (Jurásico inferior) hasta el Hauteriviense (Cretácico inferior).

## Clasificación
Garantellinae incluye a los siguientes géneros:
- Garantella †
- Sublamarckella †